# Carlos Villa
Carlos Andrés Villa Perdomo (Città del Guatemala, 18 luglio 1986) è un ex calciatore guatemalteco, di ruolo attaccante.